# Chiesa di San Pietro e Santa Maria Immacolata
La chiesa di San Pietro e Santa Maria Immacolata è un luogo di culto cattolico di Porto Valtravaglia, nella frazione di Musadino.

## Storia
Nel Liber Notitiae Sanctorum Mediolani sono menzionate due chiese nella località di Musadino, una dedicata a San Vincenzo ed una a Santa Maria, andate poi distrutte. L'attuale chiesa di San Pietro, menzionata per la prima volta nel 1398 sembra sorgere sui resti di una delle due chiese precedenti, a causa dei muri perimetrali dell'attuale presbiterio, che sembrano attaccarsi ad un'abside semicircolare di origine romanica.
L'intero edificio venne rinnovato nel 1766, con interventi nel presbiterio, nella sala centrale e nella facciata, la quale risulta simile ad altre chiese della sponda lombarda del Lago Maggiore. Nei documenti riportanti questo rinnovamento, l'intitolazione risulta ancora al solo San Pietro Martire; l'intitolazione anche a Santa Maria Immacolata, quindi, è da far risalire ad un periodo successivo. Un ultimo intervento di riqualificazione avvenne intorno al 1990, con la posa di una nuova pavimentazione in tutta la chiesa. È di questi anni l'inserimento dell'attuale mensa lignea del vecchio altare e dell'installazione del nuovo leggio in metallo.

## Descrizione
All'interno la chiesa presenta un'unica aula per i fedeli in quattro campate, con una copertura con volte a crociera. Al termine è presente un presbiterio a terminazione rettilinea.
All'esterno risulta intonacata solo la facciata, mentre le altre pareti risultano a rustico. Dal fianco meridionale si innalza un piccolo campanile.